# کلودیو رانیری
کلودیو رانیری (ایتالیایی: Claudio Ranieri؛ زادهٔ ۲۰ اکتبر ۱۹۵۱) بازیکن و سرمربی پیشین فوتبال اهل ایتالیا است.  
او به عنوان سرمربی لستر سیتی موفق به قهرمانی در لیگ برتر فوتبال انگلستان در فصل ۱۶–۲۰۱۵ شد موفقیتی که یکی از بزرگ‌ترین شگفتی‌های تاریخ ورزش محسوب می‌شود.
او سابقهٔ مربیگری در تیم‌هایی چون کالیاری، ناپولی، فیورنتینا، اتلتیکو مادرید، چلسی، والنسیا، پارما، یوونتوس، رم، اینتر میلان، موناکو، تیم ملی فوتبال یونان، لسترسیتی، نانت، فولام، سامپدوریا و واتفورد را در کارنامه دارد.

## افتخارات

### سرمربی
کالیاری
- سری سی۱: ۸۹–۱۹۸۸
- کوپا ایتالیا سری سی: ۸۹–۱۹۸۸
- سری بی صعود: ۹۰–۱۹۸۹

فیورنتینا
- سری بی: ۹۴–۱۹۹۳
- جام حذفی فوتبال ایتالیا: ۹۶–۱۹۹۹
- سوپرجام فوتبال ایتالیا: ۱۹۹۶

والنسیا
- جام اینترتوتو: ۱۹۹۸
- کوپا دل ری: ۹۹–۱۹۹۸
- سوپرجام اروپا: ۲۰۰۴[۳]

موناکو
- لیگ ۲: ۱۳–۲۰۱۲

لستر سیتی
- لیگ برتر فوتبال انگلستان: ۱۶–۲۰۱۵[۴]

### فردی
- بهترین سرمربی جهان به انتخاب فیفا: ۲۰۱۶
- مربی ماه لیگ برتر انگلستان: سپتامبر ۲۰۰۳،[۵] آوریل ۲۰۰۴،[۵] نوامبر ۲۰۱۵,[۶] مارس ۲۰۱۶[۷]
- جایزه انزو بیرزوت (۱): ۲۰۱۶[۸]